# Thomas Higgins
Thomas Higgins (* 18. Jahrhundert; † 19. Jahrhundert) war ein spanischer Karmelit, Ordenspriester Romanist, Hispanist und Lexikograf irischer Herkunft.

## Leben und Werk
Higgins gehörte dem Orden der Beschuhten Karmeliten an. Unter Karl IV. von Spanien war er Beichtvater im Palacio Real (La Granja) in San Ildefonso. Er publizierte zusammen mit Thomas Connelly ein zweisprachiges Wörterbuch Spanisch-Englisch – Englisch-Spanisch in vier Bänden, das auf den einsprachigen Wörterbüchern von Samuel Johnson und der Real Academia Española basierte.

## Werke
- (mit Thomas Connelly): Diccionario nuevo de las dos lenguas española é inglesa en quatro tomos. Esta parte tiene el Castellano antes del Ingles, y considerablemente aumentado con los diversos significados y usos de sus voces; los términos de artes, ciencias y oficios; la náutica, las expresiones metafóricas, idiomas, proverbios y frases que se usan en las dos lenguas, todo extractado de los mejores autores y enciclopedias.  Compuesto por los RR. PP. MM. Fr. Tomás Connelly, religioso Dominico, y confesor de familia de Su Magestad Católica; y Fr. Tomás Higgins, Carmelita calzado, y confesor de familia y de extrangeros en el Real Sitio de S. Ildefonso, 4 Bde., Madrid 1797–1798